# Nova Porteirinha
Nova Porteirinha este un oraș în Minas Gerais (MG), Brazilia.